# Friedrich Reese (Politiker)
Friedrich Reese (* 21. Mai 1860 in Holzminden; † 21. Oktober 1928 ebenda) war ein deutscher Politiker (DNVP).

## Leben
Nach dem Schulbesuch absolvierte Reese eine Fleischerlehre, die er mit der Gesellenprüfung abschloss. Er bestand die Meisterprüfung und war später Fleischerobermeister und als solcher Mitglied der Meisterprüfungskommission der Schlachterinnung.
Reese war seit 1915 Mitglied des Stadtparlamentes von Holzminden und wurde später auch Mitglied des dortigen Magistrates. Er trat nach 1918 in die DNVP ein und gehörte dem Braunschweigischen Landtag vom 20. Januar 1920, als er für den ausgeschiedenen Abgeordneten Wilhelm Braun nachrückte, bis 1922 an. Im Landtag war er Mitglied der Fraktion des Braunschweigischen Landeswahlverbandes.